# جان باردو
جان باردو (انگلیسی: John Bardo; ۲۸ اکتبر ۱۹۴۸ – ۱۲ مارس ۲۰۱۹) استاد دانشگاه اهل ایالات متحده آمریکا و سیزدهمین رئیس دانشگاه ایالتی ویچیتا بود.